# Idiosoma
Pour les articles homonymes, voir Aganippe.
Genre
Synonymes
- Aganippe O. Pickard-Cambridge, 1877
- Anidiops Pocock, 1897

Idiosoma est un genre d'araignées mygalomorphes de la famille des Idiopidae.

## Distribution
Les espèces de ce genre sont endémiques d'Australie.

## Liste des espèces
Selon World Spider Catalog (version 19.0, 16/05/2018) :
- Idiosoma arenaceum Rix & Harvey, 2018
- Idiosoma berlandi (Rainbow, 1914)
- Idiosoma castellum (Main, 1986)
- Idiosoma clypeatum Rix & Harvey, 2018
- Idiosoma corrugatum Rix & Harvey, 2018
- Idiosoma cupulifex (Main, 1957)
- Idiosoma dandaragan Rix & Harvey, 2018
- Idiosoma formosum Rix & Harvey, 2018
- Idiosoma galeosomoides Rix, Main, Raven & Harvey, 2017
- Idiosoma gardneri Rix & Harvey, 2018
- Idiosoma gutharuka Rix & Harvey, 2018
- Idiosoma incomptum Rix & Harvey, 2018
- Idiosoma intermedium Rix & Harvey, 2018
- Idiosoma jarrah Rix & Harvey, 2018
- Idiosoma kopejtkaorum Rix & Harvey, 2018
- Idiosoma kwongan Rix & Harvey, 2018
- Idiosoma manstridgei (Pocock, 1897)
- Idiosoma mcclementsorum Rix & Harvey, 2018
- Idiosoma mcnamarai Rix & Harvey, 2018
- Idiosoma montanum (Faulder, 1985)
- Idiosoma nigrum Main, 1952
- Idiosoma occidentale (Hogg, 1903)
- Idiosoma planites (Faulder, 1985)
- Idiosoma rhaphiduca (Rainbow & Pulleine, 1918)
- Idiosoma schoknechtorum Rix & Harvey, 2018
- Idiosoma sigillatum (O. Pickard-Cambridge, 1870)
- Idiosoma smeatoni (Hogg, 1902)
- Idiosoma subtriste (O. Pickard-Cambridge, 1877)
- Idiosoma winsori (Faulder, 1985)

## Systématique et taxinomie
Les genres Aganippe et Anidiops ont été placés en synonymie avec Arbanitis par Rix, Raven, Main, Harrison, Austin, Cooper et Harvey en 2017.

## Publication originale
- Ausserer, 1871 : Beiträge zur Kenntniss der Arachniden-Familie der Territelariae Thorell (Mygalidae Autor). Verhandllungen der Kaiserlich-Kongiglichen Zoologish-Botanischen Gesellschaft in Wien, vol. 21, p. 117-224 (texte intégral).